# خودشیفتگی

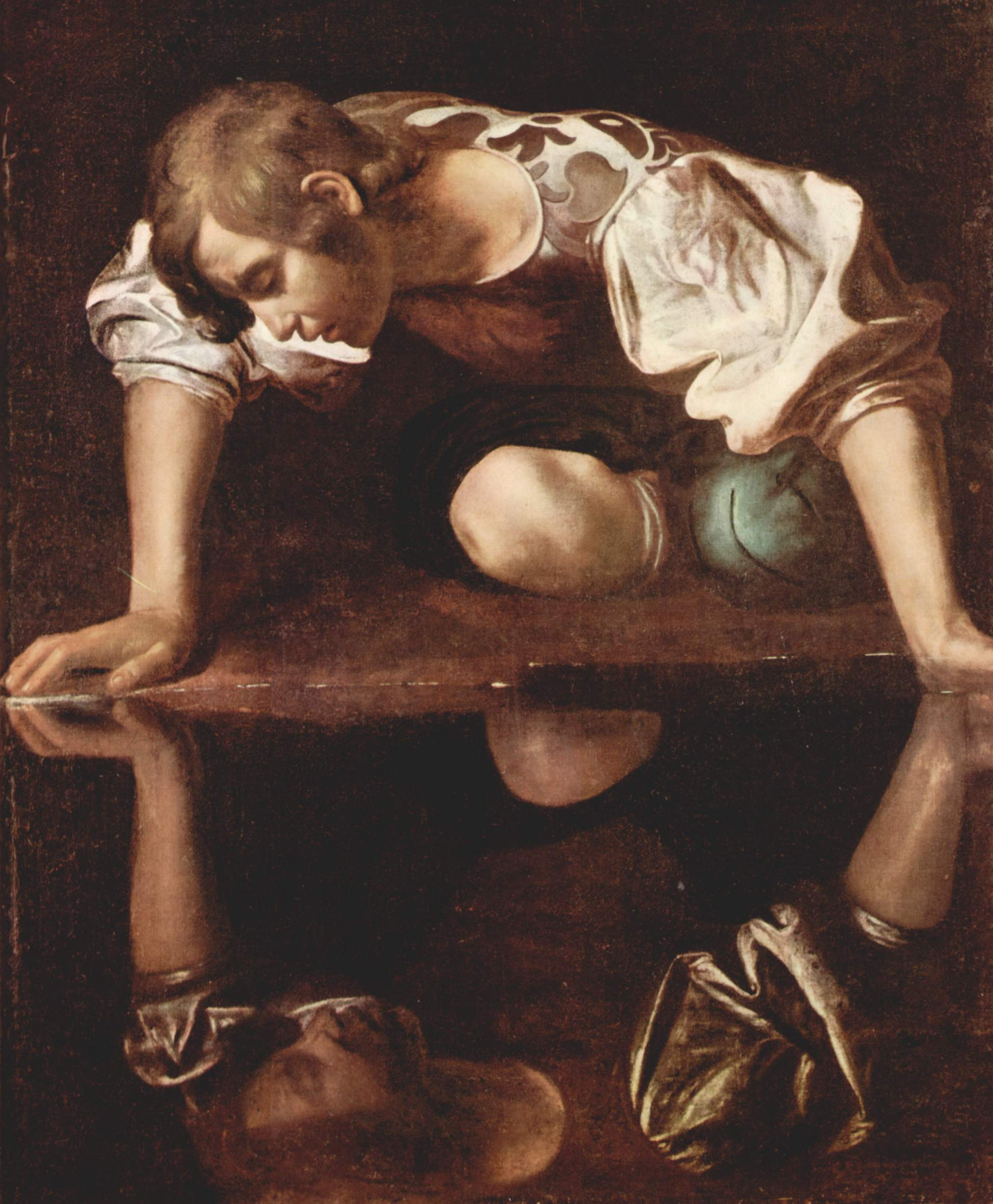
نارسیس (نرگس)

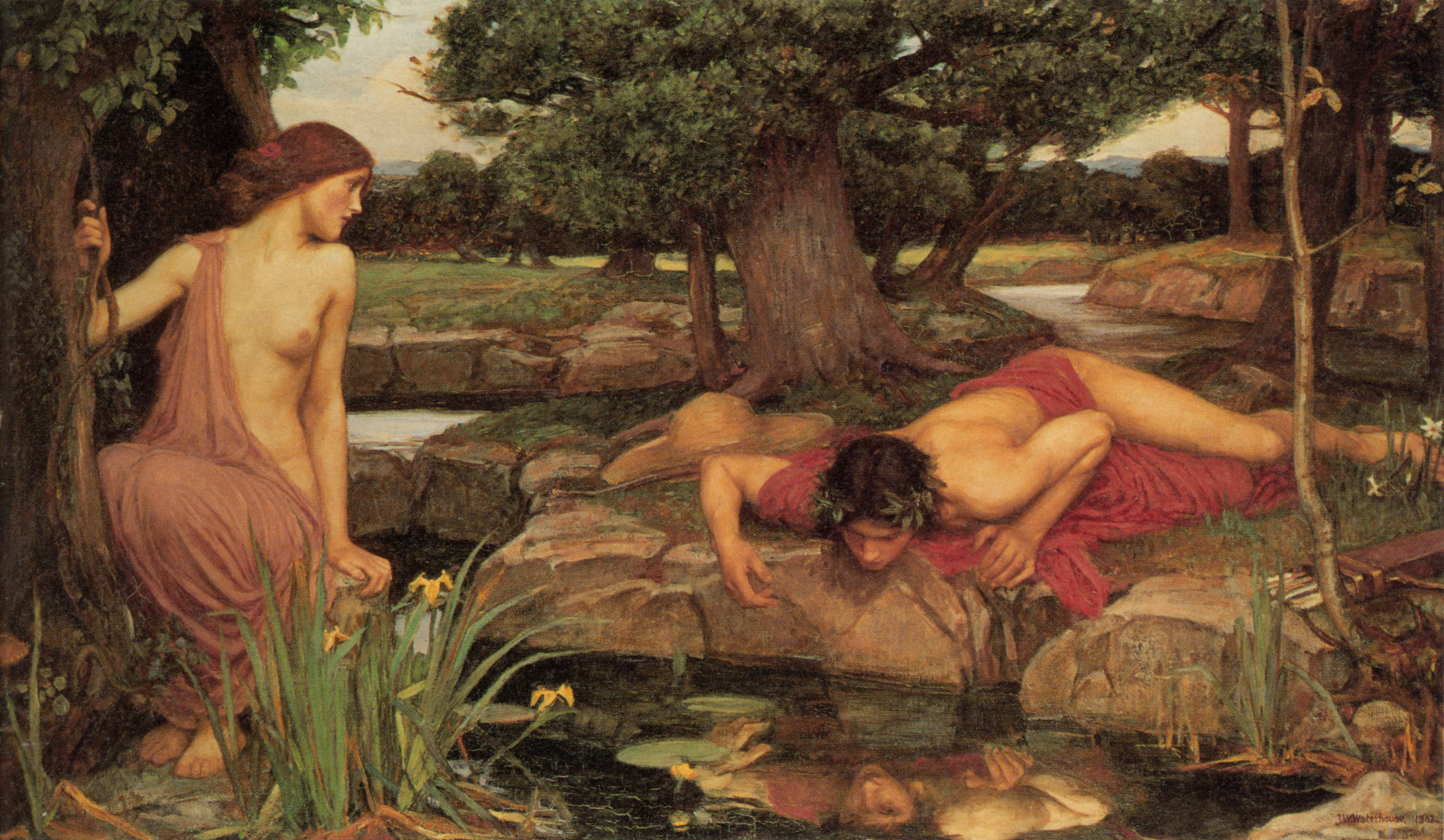
اکو و نارسیس

در روان‌شناسی خودشیفتگی یا نارسیسیسم (به انگلیسی: Narcissism)  بیان‌گر عشق افراطی به خود و تکیه بر خودانگاشت‌های درونی است.
در روان‌پزشکی نیز نارسیسیسم افراطی، براساس خصیصه‌های روانی و شخصیتی در عشق بیش از اندازه به خود و خودشیفتگی بی‌حد و حصر شناسایی می‌شود و آن را نوعی اختلال روانی می‌دانند. فروید عقیده داشت که بسیاری از خصیصه‌های خودشیفتگی با بشر به دنیا می‌آیند و او نخستین کسی بود که خودشیفتگی را با روانکاوی توضیح داد. آندرو موریسون نیز ادعا کرد، در دوران بزرگسالی، میزان مفیدی از خودشیفتگی در افراد وجود دارد یا به وجود می‌آید؛ که آن‌ها را قادر می‌سازد تا در رابطه برقرار کردن با دیگران، فردیت خود را نیز در نظر بگیرند.
واژهٔ نارسیسیسم را در روانشناسی فردی گاه به جای اصطلاحاتی مانند تحقیرکننده، پوچی، خودپرستی یا خودپسندی استفاده می‌کنند و گاهی نیز در جامعه‌شناسی آن را به جای نخبه گرایی یا بی‌تفاوتی نسبت به سرنوشت دیگران می‌نامند.
در سال ۲۰۱۹میلادی محققان دانشگاه کوئینز بلفاست ایرلند نتیجهٔ تحقیقاتی را منتشر کردند که طبق آن خودشیفته‌ها شادتر از مردم دیگر هستند و به نظر می‌رسد کمتر در معرض استرس و افسردگی قرار می‌گیرند.

## واژه شناسی
نارسیسیسم از ریشه لغت یونانی‌شدهٔ نارسیس (نرگس، اسطوره نارسیسیوس) گرفته شده‌است. نارسیس یا نرگس، مرد جوان خوب چهره‌ای بود که از عشق اخو (اکو) دوری کرد و برای همین محکوم به عشق ورزیدن به تصویر چهره خود در کنار رود آبی شد عده زیادی تلاش کردند تا به او نشان دهند چیز های زیبا و دلنشین تر از چهره او وجود دارد ولی او نپذیرفت و فقط به چهره خود نگاه کرد تا وقتی که از فرط خستگی و گرسنگی به درون رود افتاد و جان باخت. نام گل نرگس از آن جهت که برکنار رود و دریا می افتد و مانند چشمی است که خود را در رود می نگرد برگرفته از این افسانه است.البته به بیانی دیگر نارسیس وقتی به عشق خود (چهره انعکاس یافته خود) نمی‌رسد، آن‌قدر غمگین بر لب چشمه می‌نشیند تا تبدیل به گل می‌شود که باز هم نه هر گلی گلی نرگس زرد چرا که او در کنار رود مریض میشود و به رنگ زرد درمیاید.

## پیشینه در روان‌شناسی
به عقیدهٔ فروید، این مفهوم برای اولین بار در روانشناسی توسط پل ناک به کار گرفته شد. وی بعدها این عقیده را تصحیح می‌کند و توضیح می‌دهد که در واقع هولاک الیس را باید ابداع‌کنندهٔ این اصطلاح دانست. خود الیس توضیح داده‌است که او این اصطلاح را در سال ۱۸۹۸ برای توصیف نگرشی روانی به کار برد؛ و ناک در سال ۱۸۹۹ این را برای معین کردن نوعی از انحراف جنسی استفاده کرده‌است. به عقیدهٔ الیس، او و ناک را باید به‌طور مشترک ابداع‌کنندهٔ این اصطلاح دانست.
همه‌توانی احساسی است که بسیاری از طرفداران فروید آن را جزئی ذاتی در کودکی می‌دانستند. همان‌طور که فروید و فرنزی گفته‌اند کودکان برای مدت‌های زیادی با احساس خودبزرگ بینی زندگی می‌کنند.
پس از تولد کودکان احساس قدرت زیادی می‌کنند و هرجا نتوانند کاری را از پیش ببرند احساسات دردناکی در ارتباط با از دست دادن این قدرت را تجربه می‌کنند.
فروید عقیده داشت در افراد خودشیفته این احساس همه توانی که به صورت معمول در کودکان وجود دارد مجدداً تجربه می‌شود.

## فرهنگ خودشیفتگی
مورخ و منتقد اجتماعی کریستوفر لاک این موضوع را در کتابش به نام «فرهنگ خودشیفتگی» که در سال ۱۹۷۹ منتشر شد، توصیف می‌کند. او فرهنگ خودشیفتگی را به این صورت توصیف می‌کند که هر عملی که فرد انجام می‌دهد در راستای ارضاء و بدست آوردن لذت درونی خود است. این توصیف نیز در مواقعی به کمک لیبرالیسم رفته‌است و برای توصیف صفات درونی لیبرالیسم مانند مسائل اجتماعی، جنسیتی یا مذهبی به کار برده می‌شود. با تعاریفی که از خودشیفتگی به عمل آمده‌است، بیشتر محققان و جامعه شناسان، این صفت را تحلیل برنده اجتماع و جامعه می‌دانند و آن را در نقطه ماکزیمم فردگرایی قرار داده‌اند و فردی که دچار خودشیفتگی بی‌اندازه است، هیچ علاقهً درونی به دیگران ندارد.

## خودشیفتگی در روانشناسی تکامل
واژهٔ خودشیفتگی همچنین در روانشناسی تکاملی در رابطه با مکانیزم جفت گزینی (به انگلیسی: assortative mating) نیز استفاده می‌شود. کتاب انتشار یافته آلوارز سامارایز در این باره بحث می‌کند. شواهد جمع‌گزینی انسانی بر مسائلی مانند سن، ضریب هوشی، قد، وزن، ملیت، تحصیلات، محل اقامت یا محل کار یا خصیصه‌های شخصیتی توجه دارد و از آن‌ها به عنوان ایجاد رابطه‌کننده، نام می‌برد. در نظریه «خود کاوشگری علاقه» فردیت‌ها به نحوی غیر هوشیارانه به دنبال تصویری از خودشان در دیگران می‌گردند و این جستجو شامل معیارهای زیبایی، تناسلی و جسمی در زمینه خودارجاعی است.
مطالعات آلوارز مشخص می‌کند که تشابهات چهره‌ای بین زوج‌هایی که ازدواج می‌کنند، یکی از قدرتمندترین شاخصه‌های مکانیزم جمع گزینی ناپیدا بین افراد است. زوج‌ها بر اساس یک فرایند ذهنی درونی ترجیح می‌دهند هم‌چهره‌های خود را برگزینند.

## شیوع اختلال خودشیفته
برآوردهای شیوع اختلال شخصیت خودشیفته بر مبنای DSM_5، دامنه ای از صفر تا 6/2 درصد را در جمعیت عمومی در بر می‌گیرد.

## بها دادن به خودشیفتگی

### شیک‌پوشی
مکتب شیک پوشی (Dandyism) یا فوکولی، دیدگاهی برگرفته از ظواهر مردانگی است که طبق آن مردانی که در یک رده مهم به همراه شاخصه‌های شیک پوشی و ظواهر فیزیکی خاص هستند، در این مکتب یا مُد قرار می‌گیرند. بعضی از شیک پوشان، بخصوص در انگلیس در اوایل قرن ۱۸ و ۱۹ سعی در متأثر کردن ارزش‌های اشرافیت (آریستوکراسی) داشتند، ولو اینکه بسیاری از همین روش‌ها نیز از خود اشرافیت برگرفته شده بود. به بیانی کلی‌تر شیک پوشی را می‌توان نوعی غرور یا خودشیفتگی در نظر گرفت.

### نیو رمانتیک
انحطاط اخلاقی و خودشیفتگی هم موجب تولد جنبش رومانتیک نو در دهه ۱۹۸۰ در باشگاه‌های شبانه لندن شدند. این جنبش تنها دربارهٔ شیوه پوشیدن لباس که وانمود می‌شد از جنبش‌های هنری مانند سورئالیسم، آنارشیسم و فلیم بویانت برگرفته شده بود، تأکید می‌کرد. لباس‌های فرم این گروه‌ها، ترکیبی از مد لباس‌های قدیمی پانک با شیوه‌های درهم و برهم جدید ابداعی در لباس‌پوشی بود.

### متروسکشوال
در سال ۱۹۹۴ یک روزنامه‌نگار مستقل انگلیسی به نام «مارک سیمسون» خالق واژهٔ مترو سکشوال (metrosexual) شد. او این واژه را به این ترتیب تعریف می‌کند:
خوب، مترو سکشوال‌ها مانند مردان همجنس‌گرا لباس می‌پوشند و رفتار می‌کنند؛ ولی دارای تمایلات همجنس‌خواهی درونی نیستند. یک مترو سکشوال نمونه، به وضوح مرد جوانی است که پول زیادی برای خرج کردن دارد و در یک کلان‌شهر زندگی می‌کند زیرا در چنین شهرهایی مغازه‌های لوکس، سلمانی‌های سطح بالا، باشگاه‌ها و… یافت می‌شوند. 

### منش نراندامه‌ای
منش نَراَندامه‌ای گونه‌ای از خودشیفتگی و الگویی شخصیتی است که وجه مشخص آن رفتار خودستایانه و خوددوستدارانه، لاف‌زنی، اعتماد به نفس افراطی، تکبر، رفتار جنسی ـ بی‌اختیار و در برخی موارد خودنمایشگری یا پرخاشگری است.